# باشگاه فوتبال الیس‌تاون
باشگاه فوتبال الیس‌تاون (به انگلیسی: Ellistown Football Club) یک باشگاه فوتبال در شهر الیس‌تاون، کشور انگلستان است که در سال ۱۹۹۳ میلادی تأسیس شده است.